# 東京シティ青果
東京シティ青果株式会社（とうきょうシティせいか）は、東京都江東区豊洲に本社を置く青果卸売会社。豊洲市場青果部の全仲卸業者及び売買参加者に青果物の販売を行う唯一の卸会社である。

## 概要
2002年にいずれも築地市場の青果部で荷受業務をしていた東京中央青果株式会社（通称：丸果）と、同業の東京築地青果株式会社（通称：丸二）の事業部門を統合して新規設立された。
2018年に築地市場の豊洲移転により豊洲市場に移転した。
東京都中央卸売市場の青果卸売会社中東京青果（大田市場）に次ぐ2位の取扱高（全国の青果市場では4位）を誇り、妻物類の取扱いは全国随一。
本社の所在する豊洲市場の他、千葉支社柏市場が柏市公設総合地方卸売市場青果部で青果卸売業務を執り行っている。
また、成田市公設地方卸売市場にグループ会社のシティ青果成田市場株式会社が所在し、青果卸売業務を行っている。

## 沿革
- 1935年（昭和10年）2月 - 京橋にあった青物市場（大根河岸）が移転して築地市場青果部が開場。これにともない東京中央青果株式会社が発足。
- 1943年（昭和18年）2月 - 東京市中央卸売市場本場及び分場の全青果卸売会社が集約されて東京青果物配給統制株式会社が発足。
- 1944年（昭和19年）7月 - 前年10月に施行された統制会社令に基づいた東京青果物配給統制会社に移行[5]。
- 1947年（昭和22年）5月 - 統制会社令の解除により東京青果物配給統制会社が解散。東京中央青果株式会社を再設立。東京築地青果株式会社創立。
- 1969年（昭和44年）4月 - 千葉県松戸市八ヶ崎に松戸市営青果市場本場（のちの松戸市公設地方卸売市場北部市場）が開場し、東京中央青果子会社の千葉県中央青果株式会社が発足（のちの東京中央青果千葉支社）[6]。
- 2002年（平成14年）10月 - 東京中央青果と東京築地青果が事業統合し、東京シティ青果株式会社を設立（出資比率は中央青果69％、築地青果31%）。
- 2003年（平成15年）5月 - 全国初の定温卸売場施設を完成し、いち早くコールドチェーン化を推進。
- 2017年（平成29年）
  - 4月 - 松戸北部市場閉場に伴い、千葉支社を柏市の公設地方卸売市場に移転。同場内で青果卸売を営んでいたグループ会社のマルカ千葉県柏中央青果株式会社（通称：柏丸果）の事業移譲を受け、旧千葉支社の事業と統合して新たに東京シティ青果千葉支社柏市場が発足。
  - 12月 - 青果卸会社として初めて食品安全管理規格FSSC 22000（英語版）及びJFS-C規格取得を発表[7][8][9]。
- 2018年（平成30年）10月11日 - 築地市場が豊洲市場に移転するのに伴い本社移転。
- 2019年（令和元年）
  - 9月4日 - 子会社の東京シティ商事株式会社が、全国の中央卸売市場で初となる日本農林規格の有機JAS認証（「有機農産物についての小分け業者」）を取得[10]。
  - 11月14日 - タイ王国最大の青果市場である「シーモンムアン市場（Simum Muang Market）」を運営するドンムアン・バッタナ社との間で青果物の輸出入と販売に関する連携協定を締結[11]。
- 2020年（令和2年）12月 - 米穀卸売の神明ホールディングスが東京シティ青果の持株会社である東京中央青果株式会社（代表取締役社長：鈴木敏行[注釈 2]）と業務資本提携を結ぶことを発表[4] [12]。神明HDは2021年3月までに総額15億円をかけ、株式公開買付けにより東京中央青果の発行済み株式の約30%にあたる300万株の取得を目指す[13]。
  - 神明グループはこれまでに東果大阪（大阪市中央卸売市場東部市場）、大同印岡山大同青果（岡山市中央卸売市場）、成田市場青果（成田市公設地方卸売市場）などを傘下に収めており、シティ青果の取扱高約820億円を加えると青果卸業でのグループ取扱高は1,300億円近くとなる。これにより業界1位の東京青果グループ、2位のR&Cホールディングスグループに次ぎ3位規模の青果流通グループ、かつ業界初の東西にまたがる広域連携グループ[14]が誕生することとなる。なお、これに先立つ同年11月、会社発足以来同社株式の31%を保有してきた東京築地青果株式会社（代表取締役社長：張替茂人[注釈 3][15]）の保有株式全持分を東京中央青果が買い取り完全子会社化している[12]。

## グループ会社
- 丸果グループ（東京中央青果関連会社[16]）
  - 東京中央青果株式会社 - 統合前の旧事業会社、現在は持株会社。また「築地市場推奨バナナ」の企画・卸売販売。
  - シティ青果成田市場株式会社 - 成田市公設地方卸売市場における青果卸売販売。
- 東京シティ青果関連会社
  - 東京シティ商事株式会社 - 小分け・パッケージ業務を委託。

### 旧グループ会社
- マルカ千葉県柏中央青果株式会社（2017年4月より卸売業務は東京シティ青果千葉支社に営業譲渡、同年9月に清算終了し法人閉鎖。）
- 埼玉県中央青果株式会社（埼玉県上尾市）（2017年12月に神明グループ傘下の株式会社ナチュラルアートとの提携締結を経て現在は資本関係を解消[17][注釈 4]）
- 株式会社新和（2021年11月清算結了[18]）
- 千葉県食品流通センター株式会社 - 旧・松戸市公設地方卸売市場北部市場敷地の不動産管財会社。同市場閉場後の令和5年に廃業。
- 埼玉県食品流通センター株式会社 - 埼玉県中央青果（上尾市場）に関連する経営管理・付帯業務。埼玉県中央青果との提携解消に伴い現在は業務終了。

### 神明グループ
神明グループ傘下の青果卸売会社・青果事業会社と連携している。
- 東果大阪
- 大同印岡山大同青果
- シティ青果成田市場（2022年1月に成田市場青果株式会社より改称）
- 神果神戸青果
- 雪国まいたけ
- 名水ファクトリー